# Обикновен змийски език
Обикновеният змийски език (Ophioglossum vulgatum) е вид папрат, разпространен в умерените зони на Европа, Азия, източните части на Северна Америка, както и в Северозападна Африка. Среща се обикновено в естествени пасища и скалисти терени, както и по склоновете на пясъчни дюни. Израства от ризомна основа и достига 10-20 cm височина (рядко до 30 cm). Състои се от един лист, съставен от две напълно различни части - тънка издържена спороносна част и плоска и ромбовидна, която обвива основата на първата част.